# Космос-785
Космос-785 — советский радиолокационный спутник океанской разведки и целеуказания системы «Легенда» (RORSAT по классификации НАТО), был запущен с космодрома «Байконур» 12 декабря 1975 года. Спутники системы «Легенда» предназначены для поиска в океанах оперативных групп ВМС США и других морских судов.

## Запуск
«Космос-785» был запущен 12 декабря 1975 года в 12:43 по Гринвичу при помощи ракеты-носителя «Циклон-2» с космодрома «Байконур». После успешного вывода на орбиту спутник получил обозначение «Космос-785», международное обозначение 1975-116A и номер по каталогу спутников 08473. «Космос-785» должен был эксплуатироваться на низкой околоземной орбите. По состоянию на 12 декабря 1975 года он имел перигей 259 километров, апогей 278 километров и наклон 65° с периодом обращения 89,7 минуты.

## Инцидент
Практически сразу после вывода на орбиту, 12 декабря 1975 года, по неопределённым причинам на борту космического аппарата вышла из строя система ориентации, что сделало невозможным использование спутника по назначению и к тому же грозило падением на поверхность Земли. Для пресечения непредвиденных ситуаций реакторный отсек спутника был переведён на высокую «орбиту захоронения». В последующем был также отменен запуск второго спутника радиолокационного наблюдения, который должен был работать в паре с «Космосом‑785».

## Космический аппарат
Спутники радиолокационной разведки УС-А представляли собой обзорную РЛС которая производила сканирование поверхности с орбиты ~270 км. Для работы РЛС требовался мощный источник энергии, в связи с этим в качестве силовой установки на спутники этой серии устанавливали портативные ядерные реакторы малой мощности типа БЭС-5 «Бук» и «Топаз».